# آبشار کولدرون اسنوت
آبشار کولدرون اسنوت (به انگلیسی: Cauldron Snout) آبشاری است که در کامبریا، انگلستان واقع شده و ارتفاع کلی ریزشگاه آن ۶۰ متر است.